# Echo (Musik)
Echo bezeichnet in der technischen Terminologie der musikalischen Komposition (analog zum akustischen Echo) die Wiederholung einer kurzen Phrase in verminderter Tonstärke. Das Echo war besonders im 16. und 17. Jahrhundert in der Vokal- und Instrumentalmusik allgemein beliebt und wurde zum Übermaß als bequemes Mittel symmetrischen Aufbaus ausgebeutet. Häufig erscheint das Echo in der höheren oder tieferen Oktave. Für Stücke mit Echowirkungen erscheint der Ausdruck Echo auch als Satzbezeichnung, beispielsweise im letzten Satz der Französischen Ouvertüre in h-Moll aus der Clavierübung von Johann Sebastian Bach, oder als Titel („Echo“) oder Titelbestandteil von Instrumentalstücken des 17. und 18. Jahrhunderts („Echo en Marche“, „Rondeau en Echo“, „Air en Echo“ usw.). Im Orchester ist der Effekt des Echos durch verschiedenartige Instrumentierung leicht zu erreichen, in großen Orgeln existiert dafür ein besonderes Manual (Echowerk). Erst durch die Mannheimer (Johann Stamitz) trat um 1750 an die Stelle der wechselnden Dynamik für Wiederholungen derselben Idee die Ausbeutung der Dynamik als charakteristische Eigenschaft kontrastierter Ideen (Unterscheidung von forte-Ideen und piano-Ideen).